# Convoy QP 15

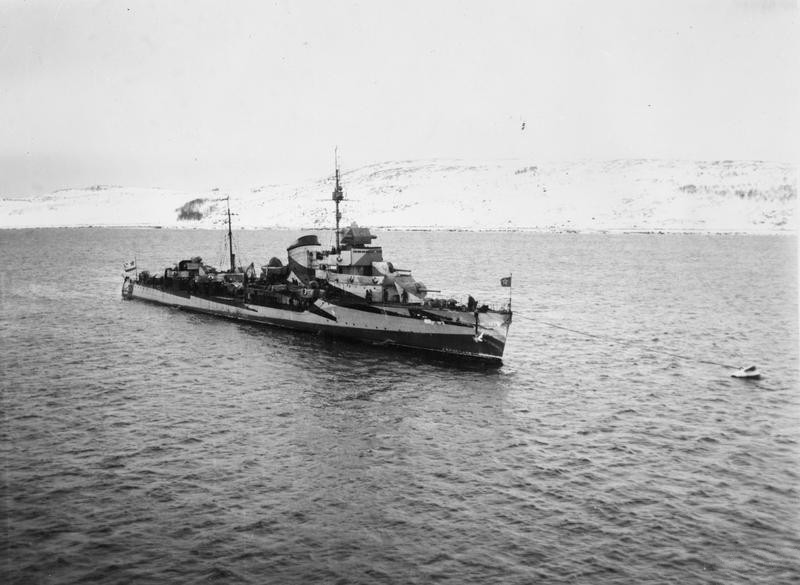
El destructor Razumy, gemelo del Sokrushitelny, uno de los destructores soviéticos que participaron en la escolta del Convoy QP 15.

El Convoy QP 15 fue un convoy ártico de la serie PQ/QP que operó durante la Segunda Guerra Mundial. Fue el decimotercer de la serie numerada de convoyes de barcos mercantes en dirección oeste desde los puertos árticos de Arcángel y Múrmansk hacia el Reino Unido, Islandia y América del Norte. Zarpó en noviembre de 1942 y fue el último convoy de la serie "QP". Fue dispersado por una tormenta que hundió al destructor soviético Sokrushitelny, y fue atacado por U-boats  de la armada alemana que hundieron dos de los treinta barcos mercantes.

## Buques
El convoy constaba inicialmente de 31 barcos mercantes, la mayoría de los cuales habían llegado con PQ 18. El comodoro del convoy era el capitán W.C. Meek de la Royal Naval Reserve (RNR) en el mercante Temple Arch. La escolta cercana estaba compuesta por cuatro corbetas y un dragaminas antisubmarinas (ASW). A estos se les unió más tarde una escolta oceánica formada por cinco destructores, y otros cinco se unieron durante el viaje. La escolta se complementó con el crucero AA Ulster Queen y el buque CAM Empire Morn. Una fuerza de dos cruceros y tres destructores proporcionó cobertura distante, y se montaron patrullas submarinas frente a los puertos noruegos para oponerse a cualquier salida de los buques de superficie alemanes.
QP 15 se opuso a una línea de patrulla (cuyo nombre en código era "Boreas") de diez submarinos en el mar de Noruega, y por las fuerzas aéreas alemanas, aunque estas últimas se mantuvieron a raya por el mal tiempo.

## Travesía
El convoy partió de Archangel el 17 de noviembre de 1942, acompañado por la escolta local de cuatro dragaminas, y al día siguiente se le unieron dos destructores soviéticos. Dos barcos encallaron después de salir del puerto y tuvieron que quedarse atrás. Fueron reflotados y devueltos a puerto. El 20 de noviembre se unió al convoy su escolta oceánica formada por cinco destructores. También el 20 de noviembre se levantó un fuerte vendaval que dispersó el convoy y dañó varios barcos, incluidos los dos destructores soviéticos. Los destructores soviéticos: el Bakú y el Sokrushitelny sufrieron graves daños, pero lograron regresar cojeando al puerto: cuando se acercaban al puerto una gran ola golpeó al Sokrushitelny y le arrancó la popa. Los destructores soviéticos Valerian Kuybyshev, Uritsky y su gemelo el Razumny fueron enviados en su ayuda y pudieron rescatar a 191 hombres, aunque 30 marineros murieron durante las operaciones de rescate.
El 23 de noviembre, el U-boat U-625 atacó y hundió al carguero británico Goolistan. Más tarde ese mismo día, el U-601 disparó una serie de torpedos contra el carguero soviético Kuznets Lesov, uno de los cuales lo alcanzó y lo hundió; ambos barcos se perdieron.
El convoy llegó a Loch Ewe (Escocia) el 30 de noviembre de 1942.

## Lista de buques
| Buque                   | Bandera         | Tonelaje (GRT) | Notas                                   |
| ----------------------- | --------------- | -------------- | --------------------------------------- |
| SS Andre Marti          | Unión Soviética | 2352           |                                         |
| SS Belomorcanal         | Unión Soviética | 2900           |                                         |
| SS Charles R. McCormick | Estados Unidos  | 6027           |                                         |
| SS Copeland             | Reino Unido     | 1526           | Buque de rescate del convoy             |
| SS Dan-y-Bryn           | Reino Unido     | 5117           | Vicecomodore                            |
| SS Empire Baffin        | Reino Unido     | 6978           |                                         |
| SS Empire Morn          | Reino Unido     | 7092           | Buque CAM                               |
| SS Empire Snow          | Reino Unido     | 6327           |                                         |
| SS Empire Tristram      | Reino Unido     | 7167           |                                         |
| SS Esek Hopkins         | Estados Unidos  | 7191           |                                         |
| SS Goolistan            | Reino Unido     | 5851           | Hundido por el U-625 el 23 de noviembre |
| SS Hollywood            | Estados Unidos  | 5498           |                                         |
| SS Ironclad             | Estados Unidos  | 5685           |                                         |
| SS Komiles              | Unión Soviética | 3966           |                                         |
| SS Kuznetz Lesov        | Unión Soviética | 3974           | Hundido por el U-601 el 23 de noviembre |
| SS Lafayette            | Estados Unidos  | 5887           |                                         |
| SS Meanticut            | Estados Unidos  | 6061           |                                         |
| SS Nathanael Greene     | Estados Unidos  | 7177           |                                         |
| SS Ocean Faith          | Reino Unido     | 7174           |                                         |
| SS Patrick Henry        | Estados Unidos  | 7191           |                                         |
| SS Petrovski            | Unión Soviética | 3771           |                                         |
| SS Sahale               | Estados Unidos  | 5028           |                                         |
| SS Schoharie            | Estados Unidos  | 4971           |                                         |
| SS St. Olaf             | Estados Unidos  | 7191           |                                         |
| SS Tbilisi              | Unión Soviética | 7169           |                                         |
| SS Temple Arch          | Reino Unido     | 5138           | Comodore del convoy                     |
| SS Virginia Dare        | Estados Unidos  | 7177           |                                         |
| SS White Clover         | Panamá          | 5462           |                                         |
| 'SS William Moultrie    | Estados Unidos  | 7177           |                                         |